# Arne Pedersen (ciclista)
Arne Werner Pedersen (Copenhague, 7 de septiembre de 1917-Esbjerg, 11 de julio de 1959) fue un deportista danés que compitió en ciclismo en la modalidad de pista. Ganó una medalla de bronce en el Campeonato Mundial de Ciclismo en Pista de 1946, en la prueba de persecución individual.

## Medallero internacional
| Campeonato Mundial | Campeonato Mundial | Campeonato Mundial | Campeonato Mundial         |
| Año                | Lugar              | Medalla            | Competición                |
| ------------------ | ------------------ | ------------------ | -------------------------- |
| 1946               | Zúrich (Suiza)     | Medalla de bronce  | Persecución individual (P) |